# Jørgen Randers
Jørgen Randers és un acadèmic noruec nascut en 1945. Actualment és professor d'estratègia climàtica a l'Escola de Negocis de Noruega BI, on treballa en l'anàlisi d'escenaris climàtics i energètics i en la dinàmica del sistemes. És també coautor de l'informe Els límits del creixement.

## Biografia
Es va llicenciar a la Universitat d'Oslo el 1968, i doctorar a l'Escola d'Administració i Direcció d'Empreses Sloan de l'MIT el 1973.
De 1981 a 1989 va ser president de l'Escola de Negocis de Noruega BI, i de 1994 a 1999 subdirector general del Fons Mundial per a la Naturalesa a Suïssa.
L'any 2005-06 va presidir la Comissió noruega de Baixes Emissions de Gasos d'Efecte d'hivernacle, en la qual va presentar un informe que "demostra com Noruega podria reduir les emissions de gasos d'efecte d'hivernacle en 2 terços per a l'any 2050".
Randers és actualment professor d'estratègia climàtica a l'Escola de Negocis de Noruega BI. Els interessos de recerca de Randers abasten les qüestions climàtiques, la planificació d'escenaris i la dinàmica de sistemes, sobretot en els temes de desenvolupament sostenible, el canvi climàtic i la mitigació de l'escalfament global.
També és membre de la junta directiva de diverses companyies a Noruega, Anglaterra i EE. UU., com AstraZeneca i Dow Chemical.

## Publicacions
Randers va cobrar notorietat el 1972 pel seu treball juntament amb altres autors en l'informe Els límits del creixement, encarregat al MIT pel Club de Roma. Posteriorment ha continuat investigant aquesta problemàtica, fruit de la qual cosa és el seu últim llibre 2052, en el qual fa una anàlisi de les tendències a les quals estem abocats en el segle XXI, a partir del seu treball anterior en dinàmica de sistemes i de les aportacions de fins a quaranta experts en diversos àmbits.